# 德克斯特 (密歇根州)
德克斯特（英語：Dexter）是一個位於美國密歇根州沃什特瑙縣的城市。

## 人口
根據2020年美國人口普查的數據，德克斯特的面積為5.09平方千米，當中陸地面積為5.03平方千米，而水域面積為0.06平方千米。當地共有人口4500人，而人口密度為每平方千米884人。